# Zwei tolle Hechte – Wir sind die Größten
Zwei tolle Hechte – Wir sind die Größten ist ein komischer Western aus italienisch-österreichischer Koproduktion. Zahlreiche Alternativtitel existieren für dieses Werk: Johnny Chitarra in Italien, im deutschsprachigen Raum (Erstaufführung am 4. April 1975) auch Der kleine Schwarze mit dem roten Hut, Johnny, lad' mal die Gitarre durch und Vier Engel mit Pistolen.

## Handlung
Das beschauliche Westernnest Little Lake steht unter der Fuchtel des Banditen El Moro, der aus dem Hintergrund Sheriffs bedroht und den Bürgern schlaflose Nächte bereitet. Die Gemeinde ordert den berühmten Revolvermann Red Jack, um sich der Sache anzunehmen. Der wird aber unterwegs gemeuchelt; sein roter Hut dient dem Herumtreiber Nick als Kopfbedeckung, der nun für den Erwarteten gehalten wird. Er wird zum Bürgermeister gewählt und beginnt mit dem Abenteurer Johnny Chitarra und den vier Gold-Schwestern, die den Saloon gekauft haben, den Kampf gegen El Moro, der den neuen Sheriff gekauft hat. Nach vielen Abenteuern können die zwei Männer und vier Frauen zeigen, dass der angebliche Padre Innocenzo eigentlich El Moro ist, und ihm das Handwerk legen.

## Kritik
Für das Lexikon des internationalen Films war es „keine Parodie, sondern in Nachahmung der ‚Halleluja-Western‘ ein lautstarker Raufklamauk“.